# Phoma chamaenerii
Phoma chamaenerii är en lavart som beskrevs av Brunaud 1886. Phoma chamaenerii ingår i släktet Phoma, ordningen Pleosporales, klassen Dothideomycetes, divisionen sporsäcksvampar och riket svampar.   Inga underarter finns listade i Catalogue of Life.